# 麥特·巴恩斯
馬修·大衛·巴恩斯（1990年6月17日—），為美國職棒大聯盟的投手，目前為自由球員。先前曾效力於紅襪、馬林魚與國民等隊。他的身高193公分，體重95公斤。並在2014年登上大聯盟。
巴恩斯就讀康乃狄克大學，擅長球種有四縫線快速球、曲球和變速球。他在2011年美國職棒大聯盟選秀首輪被紅襪隊選中。

## 職業生涯
2011年美國職棒大聯盟選秀，巴恩斯在首輪19順位被紅襪隊挑中。他在隔年進入1A層級，並入選未來之星明星賽。
2014年9月9日，巴恩斯登上大聯盟，當時他後援一局無失分。該年他的防禦率為4.00。2015年，他有一半的時間待在3A。這年他在大聯盟拿下3勝4敗，防禦率5.44。隔年他拿下4勝3敗，防禦率4.05。他在2016年8月9日拿下首次救援成功。他在分區賽第二戰上場投了1.2局失1分，最後紅襪被印地安人橫掃出局。
2017年4月21日，金鶯隊的曼尼·馬查多因為惡意滑壘鏟傷達斯汀·佩德羅亞。因此巴恩斯在23日面對馬查多投出蓄意觸身球，而他也遭到驅逐出場。之後他被判處禁賽四場比賽。這年他拿下7勝3敗，防禦率3.88，另有一次救援成功。2018年，巴恩斯拿下6勝4敗，防禦率3.65。他在季後賽總共投了8.2局僅失1分，最後紅襪拿下世界大賽冠軍。
2019年，巴恩斯拿下5勝4敗，防禦率3.78，拿下4次救援成功。2020年，由於前終結者Brandon Workman在季中被交易，因此巴恩斯從這年開始擔任球隊終結者。該年他拿下1勝3敗，防禦率4.70，拿下9次救援成功。
2020年12月，巴恩斯和紅襪隊簽下1年450萬美元的合約。並開始正式成為球隊的終結者。他在4月拿下6次救援成功，成功拿下美聯單月最佳救援投手。7月4日，巴恩斯首度入選明星賽。7月11日，他和紅襪隊又簽下2年合約。
2023年1月24日，紅襪獲得亞當·杜瓦爾，並將巴恩斯指定讓渡。

### 邁阿密馬林魚
2023年1月30日，紅襪將巴恩斯交易到馬林魚，換來Richard Bleier。7月14日，他因為左臀出現股骨髖臼夾擠症而進行手術導致球季報銷。整季他的防禦率為5.48。

## 個人生活
從2013年12月起，巴恩斯便在康乃狄克州的紐敦開設一家棒球診所，教導小學生或是中學生一些簡易的棒球醫療知識。後來他在2019年1月結婚。

## 外部連結
- 球員資訊和成績在MLB，ESPN，Baseball-Reference，Fangraphs（英文）
- 麥特·巴恩斯的X（前Twitter）